# Emma Norsgaard
Emma Cecilie Norsgaard Jørgensen (Silkeborg, 26 de juliol de 1999) es una ciclista danesa. Actualment corre a l'equip Lidl-Trek.
El seu germà Mathias també és ciclista professional.

## Resultats
- 2016
  -  Campiona de Dinamarca de ciclisme en ruta
- 2020
  - Vencedora d'una etapa a la Setmana Ciclista Valenciana
  -  Campiona de Dinamarca de ciclisme en ruta
- 2021
  -  Campiona de Dinamarca de ciclisme en contrarellotge
  - 1a al Gran Premi Elsy Jacobs i 2 etapes
  - Vencedora d'una etapa a la Volta a Turíngia
  - Vencedora d'una etapa del Giro d'Itàlia
- 2022
  -  Campiona de Dinamarca de ciclisme en contrarellotge
  - 1a a Le Samyn
  - 1a a la Kreiz Breizh Elites
- 2023
  -  Campiona de Dinamarca de ciclisme en contrarellotge
  - Vencedora d'una etapa al Tour de France Femmes
- 2024
  -  Campiona de Dinamarca de ciclisme en contrarellotge

### Resultats a les Grans Voltes

#### Giro d'Itàlia
- 2018: no surt a la 5a etapa
- 2020: abandonament a la 8a etapa
- 2021: 57a posició
- 2022: 99a posició

#### Tour de França
- 2022: abandonament a la 5a etapa
- 2023: 70a posició, vencedora de la 6a etapa
- 2024: 76a posició
- 2025: 98a posició

#### Volta a Espanya
- 2024: abandonament a la 3a etapa
- 2025: 75a posició.